# Борисовка (Тарский район)
Борисовка — упразднённая деревня в Тарском районе Омской области России. Входила в состав Нагорно-Ивановского сельсовета. Упразднена в 1972 году.

## География
Деревня располагалась в 5,5 км к юго-востоку от деревни Уразай, в истоке реки Кайлы.

## История
Основана в 1907 г. В 1928 году посёлок Борисовский состоял из 25 хозяйств. В административном отношении входил в состав Уразайского сельсовета Екатерининского района Тарского округа Сибирского края. До 1950 г. в деревне действовал колхоз «Красный путь», затем деревня вошла в качестве одного из отделений укрупненного «Октябрь». Исключена из учётных данных в 1972 г.

## Население
По данным переписи 1926 года в поселке проживало 124 человека (69 мужчин и 55 женщин), основное население — белоруссы.